# LUP-разложение
LUP-разложение (LUP-декомпозиция) — представление данной матрицы {\displaystyle A} в виде произведения {\displaystyle PA=LU} где матрица {\displaystyle L} является нижнетреугольной с единицами на главной диагонали, {\displaystyle U} — верхнетреугольная общего вида, а {\displaystyle P} — т. н. матрица перестановок, получаемая из единичной матрицы путём перестановки строк или столбцов. Такое разложение можно осуществить для любой невырожденной матрицы. LUP-разложение используется для вычисления обратной матрицы по компактной схеме, вычисления решения системы линейных уравнений. По сравнению с алгоритмом LU-разложения алгоритм LUP-разложения может обрабатывать любые невырожденные матрицы и при этом обладает более высокой вычислительной устойчивостью.

## Алгоритм LUP-разложения
Пусть {\displaystyle A=(a_{ij})}, {\displaystyle L=(l_{ij})}, {\displaystyle U=(u_{ij})}. На практике как правило вместо матрицы перестановок P используют вектор перестановок получаемый из вектора {\displaystyle p_{i}=(1,2,...,n)} путём перестановки элементов соответствующих номерам строк переставляемых в матрице P. Например, если
{\displaystyle P={\begin{pmatrix}0&1&0\\1&0&0\\0&0&1\\\end{pmatrix}}}
то {\displaystyle p=(2,1,3)} так как матрица P получена путём перестановки первой и второй строки.
Вычисление LUP-разложения ведётся в несколько шагов. Пусть матрица C = A. На каждом i-м шаге сначала производится поиск опорного (ведущего) элемента — максимального по модулю элемента среди элементов i-го столбца, находящихся не выше i-й строки, после чего строка с опорным элементом меняется местами с i-й строкой. Одновременно производится такой же обмен в матрице P. При этом, если матрица невырождена, то опорный элемент гарантированно будет отличен от нуля. После этого все элементы текущего i-го столбца, находящиеся ниже i-й строки, делятся на опорный. Далее из всех элементов {\displaystyle c_{jk}} находящихся ниже i-й строки и i-го столбца (то есть таких что j>i и k>i) вычитается произведение {\displaystyle c_{ji}c_{ik}}. После этого счётчик i увеличивается на единицу и процесс повторяется пока i<n где n — размерность исходной матрицы. После того как все шаги будут выполнены матрица C будет представлять собой следующую сумму:
{\displaystyle C=L+U-E}
где E — единичная матрица.
В алгоритме используется три вложенных линейных цикла так что общую сложность алгоритма можно оценить как O(n³).

## Реализация алгоритма на языке C++
Ниже представлен программный код приведённого выше алгоритма на языке C++. Здесь Matrix — некоторый контейнер, поддерживающий операцию индексирования. Обратите внимание, что отсчёт ведётся с нуля, а не с единицы.
```
void
 
LUP
(
const
 
Matrix
 
&
A
,
 
Matrix
 
&
C
,
 
Matrix
 
&
P
)
 
{

    
//n - размерность исходной матрицы

    
const
 
int
 
n
 
=
 
A
.
Rows
();

    
C
 
=
 
A
;

    
//загружаем в матрицу P единичную матрицу

    
P
 
=
 
IdentityMatrix
();

    
for
(
 
int
 
i
 
=
 
0
;
 
i
 
<
 
n
;
 
i
++
 
)
 
{

        
//поиск опорного элемента

        
double
 
pivotValue
 
=
 
0
;

        
int
 
pivot
 
=
 
-1
;

        
for
(
 
int
 
row
 
=
 
i
;
 
row
 
<
 
n
;
 
row
++
 
)
 
{

            
if
(
 
fabs
(
C
[
 
row
 
][
 
i
 
])
 
>
 
pivotValue
 
)
 
{

                
pivotValue
 
=
 
fabs
(
C
[
 
row
 
][
 
i
 
]);

                
pivot
 
=
 
row
;

            
}

        
}

        
if
(
 
pivotValue
 
!=
 
0
 
)
 
{

           
//меняем местами i-ю строку и строку с опорным элементом

           
P
.
SwapRows
(
pivot
,
 
i
);

           
C
.
SwapRows
(
pivot
,
 
i
);

           
for
(
 
int
 
j
 
=
 
i
+
1
;
 
j
 
<
 
n
;
 
j
++
 
)
 
{

               
C
[
 
j
 
][
 
i
 
]
 
/=
 
C
[
 
i
 
][
 
i
 
];

               
for
(
 
int
 
k
 
=
 
i
+
1
;
 
k
 
<
 
n
;
 
k
++
 
)
 

                   
C
[
 
j
 
][
 
k
 
]
 
-=
 
C
[
 
j
 
][
 
i
 
]
 
*
 
C
[
 
i
 
][
 
k
 
];

           
}

        
}

    
}

}

//теперь матрица C = L + U - E

```